# Lata Mangeshkar
Lata Mangeshkar (Indore, Indija, 28. rujna 1929. – Mumbai, Indija, 6. veljače 2022.) bila je indijska glazbena pjevačica i glazbena redateljica. Ona je jedna od najpoznatijih i najcjenjenijih pjevačica u Indiji. Snimila je pjesme u više od tisuću hindskih filmova i pjevala na više od trideset i šest regionalnih indijskih i stranih jezika, iako prvenstveno na marathiju, hindskom i bengalskom jeziku.
Vlada Indije joj je 1989. dodijelila nagradu Dadasaheb Phalke. Godine 2001., u znak priznanja za njezin doprinos naciji, dodijeljena joj je Bharat Ratna, najveća indijska civilna čast, čime je postala tek druga osoba iz svijeta glazbe, nakon MS Subulakshmija, koja je primila tu čast. Francuska joj je dodijelila svoje najveće civilno priznanje (časnik Legije časti) 2007. godine.
Osvojila je tri nacionalne filmske nagrade, 15 nagrada Udruge filmskih novinara Bengala, četiri nagrade za najbolju žensku izvedbu, dvije posebne filmske nagrade, filmsku nagradu za životno djelo i mnoge druge. Godine 1974. postala je prva Indijka koja je nastupila u Royal Albert Hallu u Londonu. Njezina posljednja snimljena pjesma bila je "Saugandh Mujhe Is Mitti ki" objavljena 30. ožujka 2019. kao posveta indijskoj vojsci i naciji.
Pojavila se u Guinnessovoj knjizi rekorda, koja ju je upisala kao najzapisivaniju umjetnicu u povijesti između 1948. i 1987. godine.